# Дідовичі (Луцький район)
Дідо́вичі — село в Україні, у Луцькому районі Волинської області. Входить до складу Ківерцівської міської громади. Населення становить 266 осіб.

## Географія
Селом протікає річка Конопелька.

## Історія
У 1906 році село Рожиської волості Луцького повіту Волинської губернії. Відстань від повітового міста 25 верст, від волості 20. Дворів 27, мешканців 168.
До 8 серпня 2018 року село входило до складу Сокиричівської сільської ради Ківерцівського району Волинської області.
19 липня 2020 року, в результаті адміністративно-територіальної реформи та ліквідації Ківерцівського району, село увійшло до складу Луцького району.

## Населення
Згідно з переписом УРСР 1989 року чисельність наявного населення села становила 293 особи, з яких 124 чоловіки та 169 жінок.
За переписом населення України 2001 року в селі мешкало 265 осіб.

### Мова
Розподіл населення за рідною мовою за даними перепису 2001 року:
| Мова       | Відсоток |
| ---------- | -------- |
| українська | 98,87 %  |
| російська  | 1,13 %   |